# Charles-René de Gras-Préville
Charles-René de Gras-Préville, né à Tarascon en 1732 et mort à Lyon le 11 décembre 1793 est un officier de la marine française qui a servi dans la guerre d'indépendance des États-Unis et a été membre de la société des Cincinnati.

## Biographie
Charles-René de Gras-Préville est issu d'une famille aristocratique de Tarascon. Il était l'oncle de René Louis Dominique de Gras-Préville et du député Joseph de Gras de Préville. Il rejoint la marine comme garde de l'étendard en 1746 avant d'être promu enseigne en 1754, et lieutenant le 15 janvier 1762.
En dépit d'une relative inexpérience du commandement il est promu capitaine le 4 avril 1777. En juillet 1778, il commande la frégate l'Engageante,, et le 6 juillet de la même année il capture Rose, la frégate corsaire britannique de 26 canons, qui ne s'est rendue qu'après avoir été endommagée au point de devoir être sabordée,. Charles Henri d'Estaing, qui commandait alors la flotte envoyée soutenir les insurgés américains, l'a chargé de recruter des volontaires dans les Caraïbes. En février, l'Engageante a quitté Toulon pour l'Amérique, où elle est arrivée fin mars et dû être mise en quarantaine. En avril 1779, Charles-René de Gras-Préville a escorté un convoi de Martinique en France  et a obtenu une pension de 800 livres pour l'avoir défendu contre les Britanniques.
Le 12 juin 1779, Charles-René de Gras-Préville est promu au commandement du Triomphant, un vaisseau de 80 canons. Sous le commandement d'Hippolyte de Sade qui était alors chef de l'escadre blanche et bleue (l'avant-garde), Charles-René de Gras-Préville a commandé le Triomphant le 17 avril 1780 au cours de la bataille de la Martinique, en qualité de capitaine de pavillon, au sein de la flotte du comte de Guichen. Le mois suivant, il participe également aux actions des 15 et 19 mai 1780, avant de ramener le Triomphant en France
En 1781, il commande le Zélé, vaisseau de 74 canons dans l'escadre blanche (corps de bataille) de la flotte sous le commandement du comte de Grasse. Il a participé à la prise de Tobago en mai 1781 et à la bataille de la baie de Chesapeake le 5 septembre 1781. Dans la nuit du 11 au 12 avril 1782, le Ville de Paris entre en collision avec le Zélé qui a été endommagé et a dû être remorqué jusqu'à la Martinique pour y être réparé.
Le 1er octobre 1786 Charles-René de Gras-Préville se retire de la marine. Pendant la Révolution, il rejoint l'armée royaliste et participe au siège de Lyon en août 1793. Capturé par les républicains lors de celui-ci, il est fusillé le 11 décembre 1793.